# Eye Cue
Eye Cue — македонський дует, який складається з вокалістів Бояна Трайковскі та Марії Івановскі. Заснований 2008 року та виконує музику у жанрі поп-рок та альтернативний рок. 2008 року гурт став відомий завдяки пісні «Magija», а 2010 року — потрапив до топ-20 хіт-параду MTV Adria з піснею «Not This Time».
З піснею «Lost and Found» дует представляв Македонію на пісенному конкурсі Євробачення 2018.